# Rhynchina coniodes
Rhynchina coniodes är en fjärilsart som beskrevs av Richard P. Vari 1962. Rhynchina coniodes ingår i släktet Rhynchina och familjen nattflyn. Inga underarter finns listade.